# Мідвест-Сіті (Оклахома)
Мідвест-Сіті (англ. Midwest City) — місто (англ. city) в США, в окрузі Оклахома штату Оклахома. Населення — 58 409 осіб (2020). Є сьомим містом у штаті за чисельністю населення.

## Географія
Мідвест-Сіті розташований за координатами 35°27′32″ пн. ш. 97°22′28″ зх. д. / 35.45889° пн. ш. 97.37444° зх. д. (35.458752, -97.374570).  За даними Бюро перепису населення США в 2010 році місто мало площу 63,24 км², з яких 63,20 км² — суходіл та 0,04 км² — водойми.

### Клімат
| Клімат : Мідвест-Сіті                 | Клімат : Мідвест-Сіті | Клімат : Мідвест-Сіті | Клімат : Мідвест-Сіті | Клімат : Мідвест-Сіті | Клімат : Мідвест-Сіті | Клімат : Мідвест-Сіті | Клімат : Мідвест-Сіті | Клімат : Мідвест-Сіті | Клімат : Мідвест-Сіті | Клімат : Мідвест-Сіті | Клімат : Мідвест-Сіті | Клімат : Мідвест-Сіті | Клімат : Мідвест-Сіті |
| Показник                              | Січ.                  | Лют.                  | Бер.                  | Квіт.                 | Трав.                 | Черв.                 | Лип.                  | Серп.                 | Вер.                  | Жовт.                 | Лист.                 | Груд.                 | Рік                   |
| Середній максимум, °C                 | 8,3                   | 11,7                  | 17,2                  | 21,7                  | 26,1                  | 30,6                  | 33,9                  | 33,3                  | 28,9                  | 22,8                  | 15,6                  | 10,0                  | 21,7                  |
| Середній мінімум, °C                  | −3,3                  | −2,8                  | 3,9                   | 8,9                   | 14,4                  | 18,9                  | 21,7                  | 21,1                  | 16,7                  | 10,6                  | 3,3                   | −1,7                  | 9,4                   |
| Норма опадів, мм                      | 33                    | 40                    | 74                    | 76                    | 138                   | 118                   | 75                    | 63                    | 101                   | 92                    | 54                    | 48                    | 911                   |
| ------------------------------------- | --------------------- | --------------------- | --------------------- | --------------------- | --------------------- | --------------------- | --------------------- | --------------------- | --------------------- | --------------------- | --------------------- | --------------------- | --------------------- |
| Джерело: NOAA (extremes 1890–present) |                       |                       |                       |                       |                       |                       |                       |                       |                       |                       |                       |                       |                       |

## Демографія
Згідно з переписом 2010 року, у місті мешкала 54 371 особа в 22 726 домогосподарствах у складі 14 293 родин. Густота населення становила 860 осіб/км².  Було 24723 помешкання (391/км²).
Расовий склад населення:
| - 64,6 % — білих - 21,9 % — чорних або афроамериканців - 3,7 % — корінних американців - 1,7 % — азіатів - 0,1 % — вихідців з тихоокеанських островів - 1,5 % — осіб інших рас |

До двох чи більше рас належало 6,5 %. Частка іспаномовних становила 5,6 % від усіх жителів.
За віковим діапазоном населення розподілялося таким чином: 25,2 % — особи молодші 18 років, 61,5 % — особи у віці 18—64 років, 13,3 % — особи у віці 65 років та старші. Медіана віку мешканця становила 35,2 року. На 100 осіб жіночої статі у місті припадало 90,1 чоловіків;  на 100 жінок у віці від 18 років та старших — 85,4 чоловіків також старших 18 років.
Середній дохід на одне домашнє господарство  становив 54 835 доларів США (медіана — 44 578), а середній дохід на одну сім'ю — 64 255 доларів (медіана — 54 348). Медіана доходів становила 40 275 доларів для чоловіків та 32 098 доларів для жінок. За межею бідності перебувало 16,0 % осіб, у тому числі 24,6 % дітей у віці до 18 років та 9,1 % осіб у віці 65 років та старших.
Цивільне працевлаштоване населення становило 25 428 осіб. Основні галузі зайнятості: освіта, охорона здоров'я та соціальна допомога — 22,7 %, публічна адміністрація — 14,2 %, роздрібна торгівля — 13,0 %.